# 托派皮

托派皮是哥倫比亞的城鎮，位於該國中部，由昆迪納馬卡省負責管轄，距離首府波哥大約141公里，始建於1643年，海拔高度1,218米，2005年人口4,599。
5°20′N 74°18′W / 5.333°N 74.300°W